# 国見岳スキー場
国見岳スキー場（くにみだけスキーじょう）は、岐阜県揖斐郡揖斐川町春日にあるスキー場。
営業期間は積雪の具合により異なるが、通常の場合は12月下旬～3月上旬までとなる。ただし、1月1日は積雪があっても無くても休業となる。
2021年2月現在、営業に関する発表がなく、代表電話番号が不通となり公式ウェブサイトが閉鎖されている。岐阜県西濃エリアでは揖斐高原スキー場も2020年をもってスキー営業から撤退しており、当スキー場が閉鎖となった場合西濃エリアのスキー場は全て姿を消す事となる。

## ゲレンデ
国見岳（岐阜県揖斐郡揖斐川町と滋賀県米原市の県境（伊吹北尾根）にある山。標高1,216m。）の東側の山間に位置する。
- かもしかゲレンデ…上級者向き。
- トラスゲレンデ…中級者向き。
- 中央ゲレンデ…初心者向き。
- ユートピアゲレンデ…中級者向き。上記3つのゲレンデとは離れている。

## 交通アクセス
- 関ヶ原ICより一般道春日方面へ約60分
- 大垣ICより一般道春日方面へ約60分